# Sławomir Żerdzicki
Sławomir Żerdzicki (ur. 1 maja 1922 w Lublinie, zm. 24 stycznia 2011 w Poznaniu) – polski śpiewak operowy (tenor), reżyser związany z bydgoską Operą.

## Życiorys
Karierę sceniczną rozpoczął jako śpiewak w Operze Śląskiej w Bytomiu. Występował na różnych scenach w kraju, także za granicą. Występował także jako solista na koncertach Filharmonii Pomorskiej w Bydgoszczy. Na bydgoskiej scenie operowej zaśpiewał gościnnie w roli Don Josego w operze „Carmen” G. Bizeta, a także w tytułowej partii „Fra Diavolo” D.F. Aubera. 
Jako reżyser był związany z bydgoską Operą prawie 30 lat. Był pomysłodawcą 25 reżyserii w tym teatrze. Pierwszą – operę „Traviata” G. Verdiego zrealizował w grudniu 1964 r., za dyrekcji Zdzisława Wendyńskiego. Szybko dał się poznać jako fachowy i pomysłowy reżyser, znawca teatru operowego. Otrzymał uznanie krytyki muzycznej już po drugiej, udanej realizacji w Bydgoszczy - „Fra Diavolo” (1965). Kolejne uznane premiery to: opera „Kopciuszek” G. Rossiniego (1967), „Aida” G. Verdiego (1968, 1985), „Kniaź Igor” A. Borodina (1975), „Cyrulik sewilski” G. Rossiniego (1987).
Był reżyserem, który doceniał oprawę scenograficzną, dzięki czemu spektakle miały pełną urodę sceniczną. Przez wiele lat był też doradcą repertuarowym dyrektorów bydgoskiej sceny operowej. Łatwo porozumiewał się zarówno z dyrygentami, jak i solistami oraz zespołami wykonawców. 
Z Bydgoszczą związany był rodzinnie przez żonę; bywał tu często także w celach nieartystycznych. Na I Bydgoskim Festiwalu Operowym w nowym gmachu nad Brdą (1994) był twórcą wraz z synem Piotrem nowej inscenizacji „Strasznego dworu” w wykonaniu bydgoskich artystów. Należał też do grona ekspertów, opiniujących projekty wyposażenia nowego gmachu operowego w Bydgoszczy.